# Redutase de pteridina
Em enzimologia, uma redutase de pteridina (CE 1.5.1.33) é uma enzima que catalisa a reação química
5,6,7,8-tetrahidrobiopterina + 2 NADP+ {\displaystyle \rightleftharpoons } biopterina + 2 NADPH + 2 H+
Assim, os dois substratos desta enzima são 5,6,7,8-tetra-hidrobiopterina e NADP +, ao passo que os seus produtos são biopterina 3, NADPH e H +.
Essa enzima pertence à família das oxidoredutases, especificamente as que atuam sobre o grupo CH-NH de doadores com NAD + ou NADP + como aceitadoras. O nome sistemático desta classe de enzimas é 5,6,7,8-tetrahidrobiopterina:NADP+ oxidoredutase. Outros nomes de uso comum incluem PTR1, e redutase de pteridina 1.

## Estudos estructurais
A partir do final de 2007, 7 estruturas foram resolvidas para esta classe de enzimas, com códigos de adesão ao PDB 1W0C, 2BF7, 2BFA, 2BFM, 2BFO, 2BFP, e 2C7V.